# Emil-Krause-Schule
Die Emil-Krause-Schule (in eigener Schreibung auch Emil Krause Schule, bis 2019 Stadtteilschule Barmbek) ist eine Stadtteilschule in Hamburg. Sie hat zwei Standorte, je einen in den beiden Stadtteilen Barmbek-Nord und Dulsberg. Die Schule entstand 2009 aus dem Zusammenschluss der Schule Tieloh mit der Schule Fraenkelstraße und dem Emil-Krause-Gymnasium.

## Schulprofil
Die Schule betont auf ihrer Webseite den integrativen Charakter des Schullebens. Dabei geht es neben der vielfältigen Herkunft auch um die bestmögliche Vorbereitung der Schülerinnen und Schüler auf die Erfordernisse der globalen Welt.
Seit 2010 trägt die Schule den Titel „Schule ohne Rassismus – Schule mit Courage“.
Die Schule wurde mehrfach als Umweltschule ausgezeichnet.

## Geschichte
Die Stadtteilschule Barmbek entstand 2009 aus dem Zusammenschluss der Tieloh-Schule, der Schule Fraenkelstraße und dem Gymnasium Krausestraße. Bis 2018 wurde der Unterricht an allen drei Standorten beibehalten, wobei es eine vertikale Teilung gab. Hierdurch kam es zu Problemen mit dem Fusionierungsprozess und es wurde dazu übergegangen, den Unterricht horizontal nach Jahrgängen gegliedert standortbezogen anzusiedeln.
Zum 1. August 2019 wurde die Schule in Emil-Krause-Schule umbenannt. Namensgeber ist der ehemalige Hamburger Schulsenator Emil Krause.

## Gebäude
Die beiden Gebäude an den Standorten Tieloh und Krausestraße sind Werke von Fritz Schumacher.
Die Klassenstufen 5 bis 7 sowie die gymnasiale Oberstufe werden am Standort Krausestraße unterrichtet, Jahrgangsstufen 8 bis 10 sowie ESA- und MSA-Klassen am Tieloh. ESA steht für „Erster allgemeinbildender Schulabschluss“, früher Hauptschulabschluss. MSA steht für Mittlerer Schulabschluss.

## Bekannte Absolventen
- Miguel Ribeiro (* 1997), brasilianisch-deutscher Schauspieler